# Korallgrottan

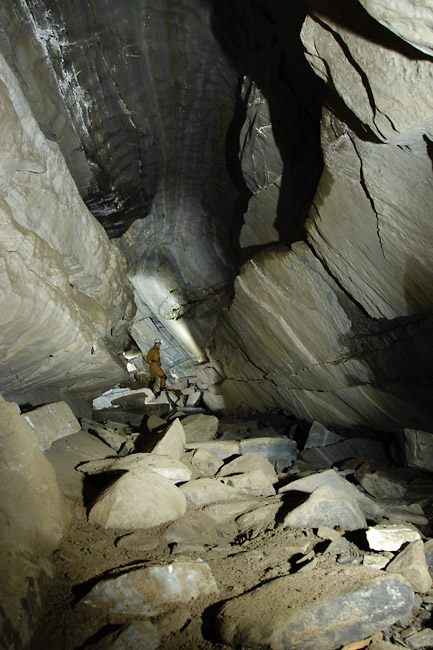
Intérieur de la grotte de marbre de Korallgrottan.

Korallgrottan (en français : « la grotte de corail »), est une grotte de marbre située à côté de la ville de Strömsund dans la province historique de Jämtland en Suède, à proximité de la route touristique Vildmarksvägen. Avec six kilomètres de longueur, Korallgrottan est la plus grande grotte de Suède, devant celle de Lummelundagrottan et ses quatre kilomètres de long.

## Descriptif
La grotte de Korallgrottan fut découverte en 1985. Elle s'ouvre dans une roche métamorphique, le marbre, dérivée du calcaire. La grotte a été explorée jusqu'à une profondeur de six kilomètres. Elle doit son nom aux concrétions calcaires parfois bleuâtres, dont les formes rappellent celles du corail. À certains endroits, l'eau suinte à travers le plafond de la grotte, ce qui crée des stalactites blanches et des formations de draperies. Certaines de ces concrétions ont une forme grumeleuse et ressemblent parfois à des choux-fleurs, mais le plus souvent à du corail. La grotte possède quatre entrées qui débouchent sur des niveaux différents. La visite s'effectue uniquement accompagnée avec un guide. Les visiteurs avancent dans des grands couloirs parfois de dimensions atteignant les 5 mètres de haut sur 3 mètres de large, puis le circuit passe à travers de longs et étroits boyaux pour déboucher sur des salles vastes en forme de théâtre.

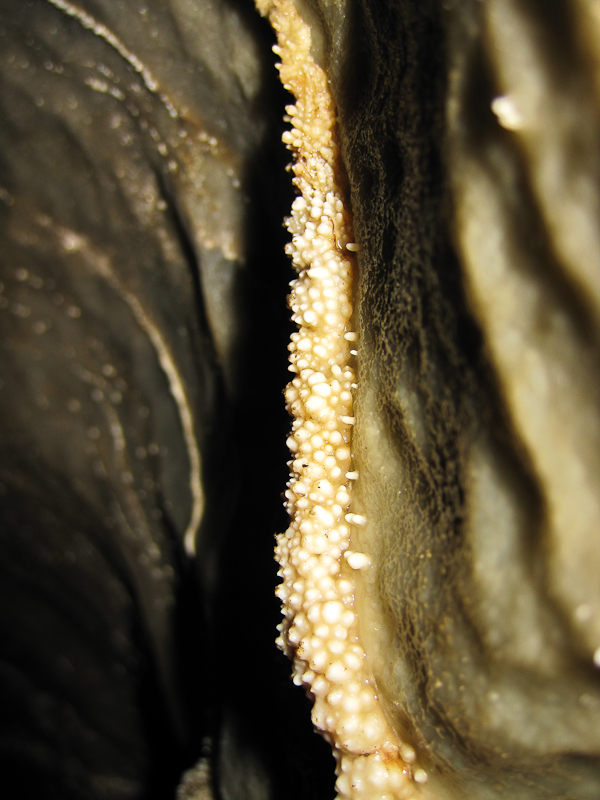
Formation calcaire en forme de corail.